# Tephrosia externaria
Tephrosia externaria là một loài bướm đêm thuộc họ Geometridae. Nó được tìm thấy ở Úc.

## Hình ảnh

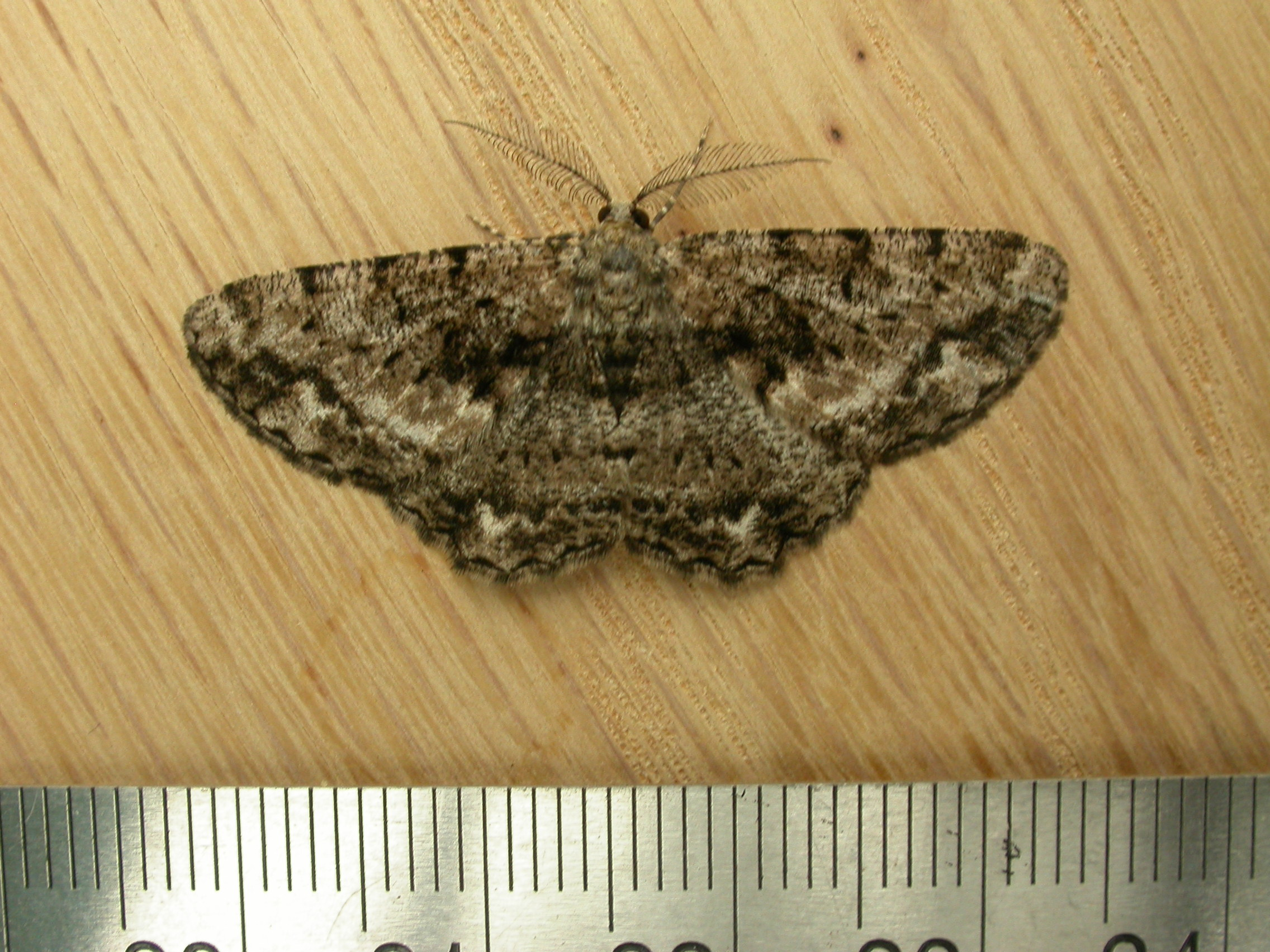
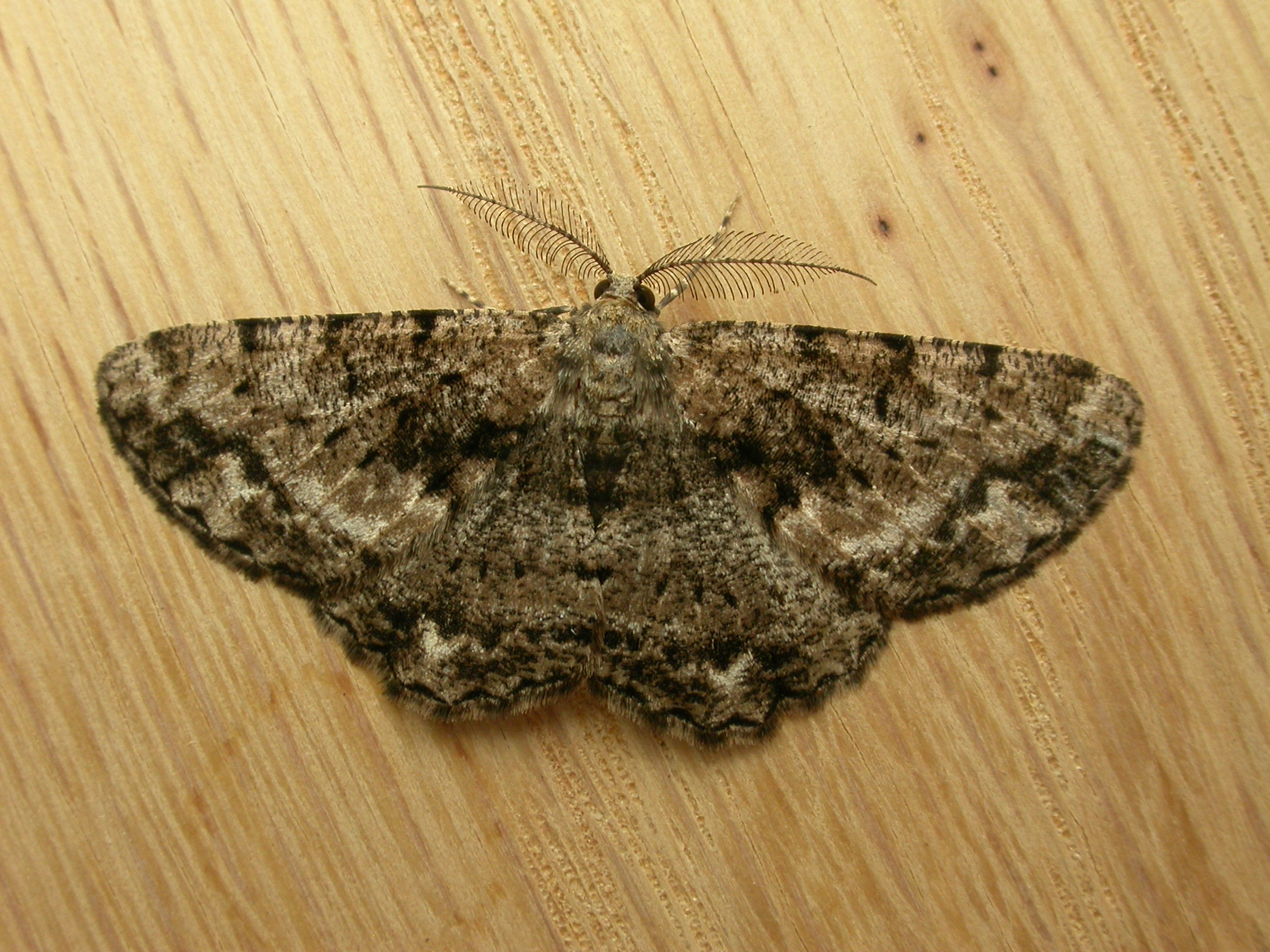
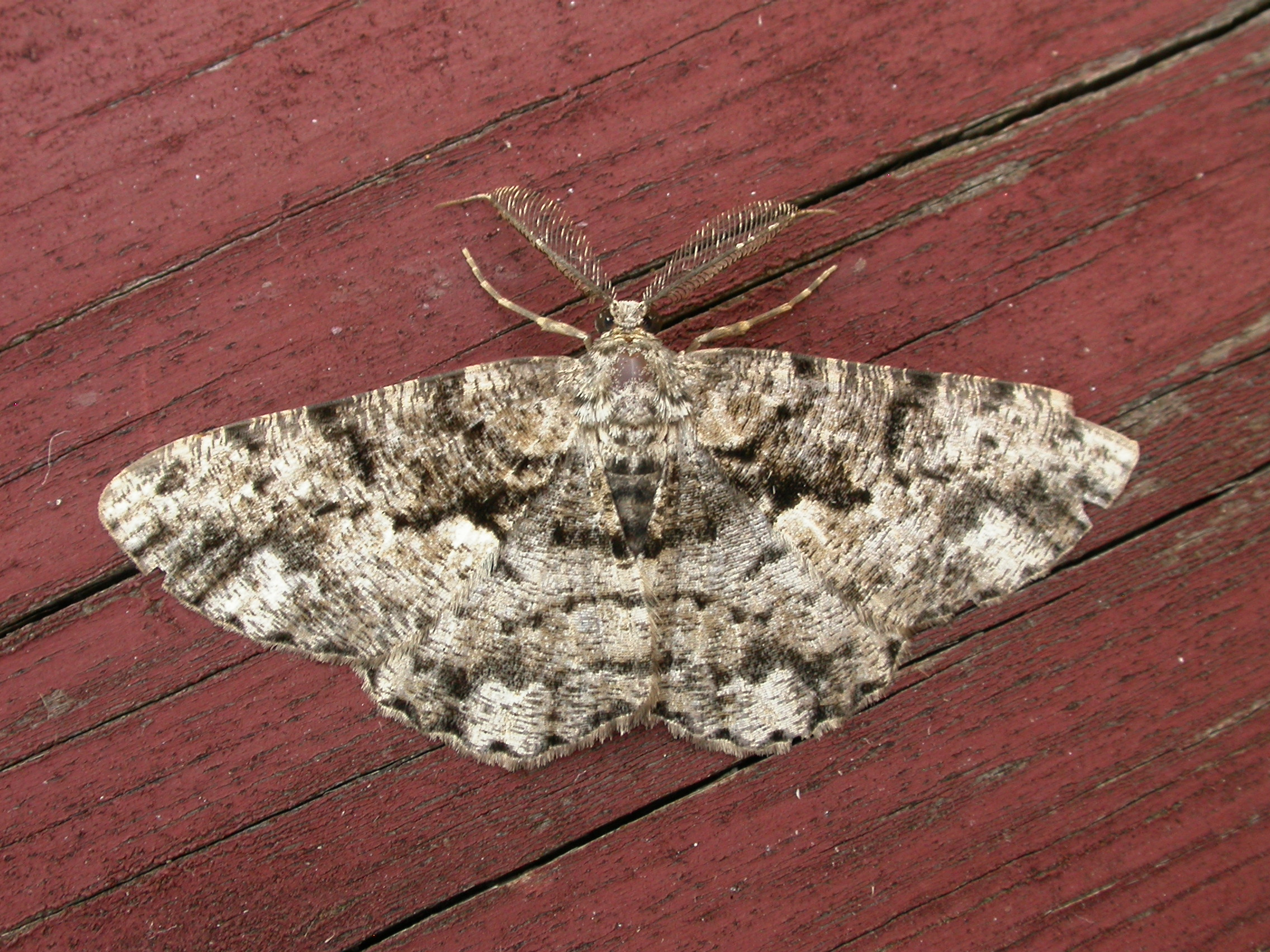
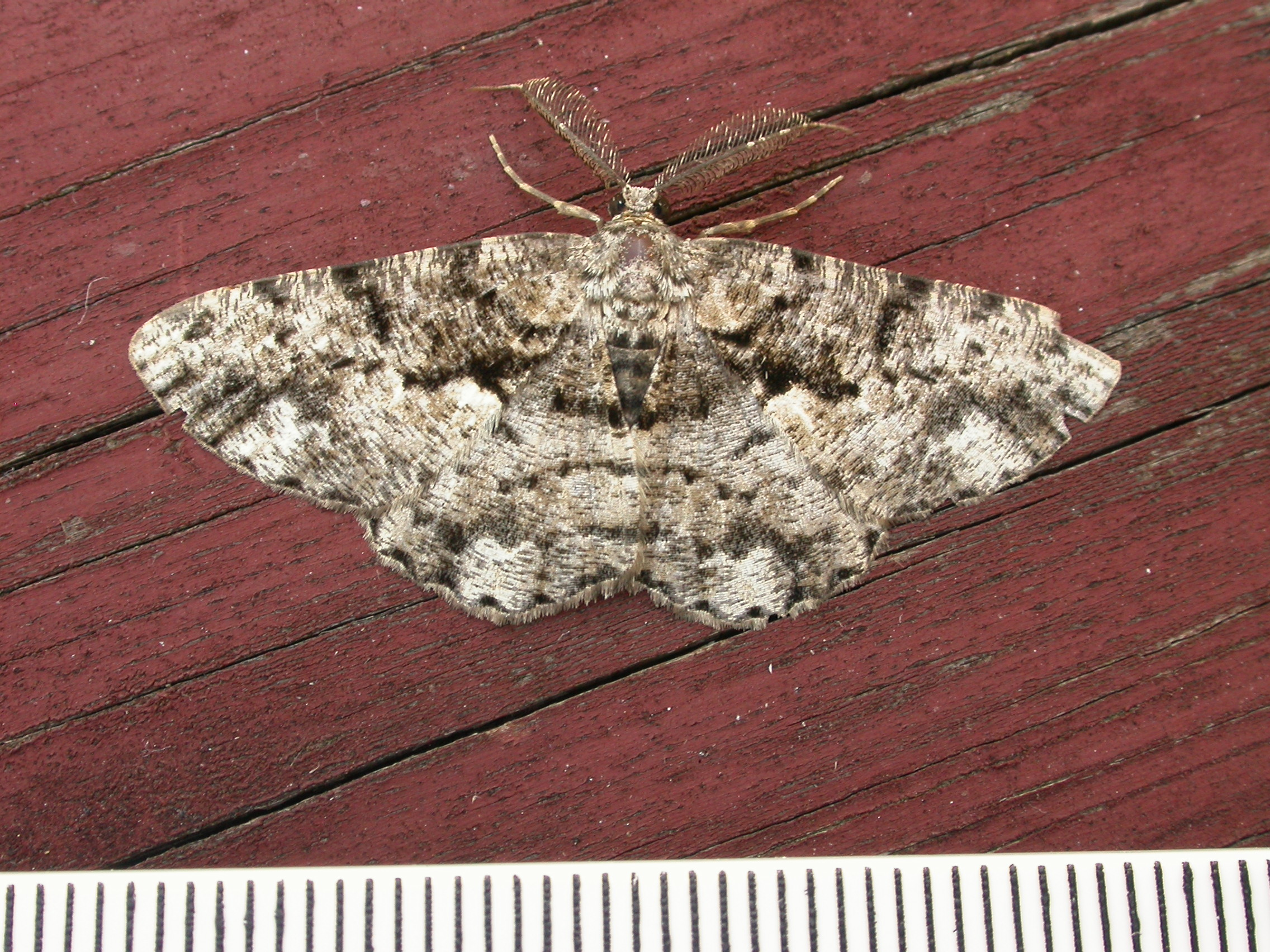